# Лорі фіолетовошиїй
Лорі фіолетовошиїй (Eos squamata) — вид папугоподібних птахів родини Psittaculidae. Ендемік Індонезії.

## Поширення
Вид поширений на Молуцьких островах та островах біля узбережжя Західного Папуа. Його природні місця існування — тропічні вологі рівнинні ліси та тропічні мангрові ліси.

## Опис
Папужка завдовжки близько 27 см. Має загальний червоний колір з пурпурно-чорним горлом і грудьми, пересіченими червоною смугою. Крила заштриховані чорно-синім кольором. Має чорний хвіст.